# 清水鴻一郎
清水 鴻一郎（しみず こういちろう、1946年3月5日 - ）は、日本の政治家、脳神経外科医、医学博士（大阪医科大学）。
京都私立病院協会会長、京都府新型コロナウイルス感染症対策専門家会議委員、（公社）全日本病院協会理事、京都清水メディケアシステム会長。
衆議院議員（2期）、京都府議会議員（4期）を務めた。

## 経歴
京都市伏見区出身。京都府立桃山高等学校を卒業。1973年大阪医科大学卒業、京都大学医学部脳神経外科入局。1980年に大阪医科大学大学院博士課程を修了(医学博士)、論文題名は『脳血管攣縮の実験的研究：Ca[++]拮抗薬の脳動脈平滑筋弛緩作用について』。シカゴ大学研究員を経て大阪医科大学脳神経外科助手。1986年より同助教授。1988年、父・清水幸太郎の後を継ぎ医療法人清水病院（現：京都伏見しみず病院）の院長に就任。
2002年、医療法人清水会に法人名を変更し、理事長を務める。同年7月、第5回日本病院脳神経外科学会長。2003年11月、全国医師協同組合連合会理事。2005年、京都府更生保護協会理事長に就任。

### 政治家として
1993年 8月、京都府議会議員補欠選挙に日本新党公認で立候補し初当選。後に自由民主党に移り、1995年に再選。
1996年 10月、第41回衆議院議員総選挙に自民党公認で京都6区から立候補。しかし、新進党元職の玉置一弥・旧民主党新人の山井和則の後塵を拝し落選。
1999年、府議選に立候補し3期目の当選。
2003年、4期目の当選を果たす。
2004年 3月、自民党京都府第3区支部長に就任。2005年 9月、第44回衆議院議員総選挙に京都3区から立候補。民主党前職の泉健太に僅差で敗れたが比例近畿ブロックで復活し初当選。
2009年 8月、第45回衆議院議員総選挙では、泉に大差で敗れ比例復活も出来ずに落選。
2010年 2月17日、みんなの党公認で第22回参議院議員通常選挙に立候補するため、大島理森幹事長に離党届を提出。3月24日、自民党党紀委員会会合で除名処分となる。みんなの党による公認手続きを決定直前まで自民党に対して伏せていたことが「重大な反党行為」と認定された。7月の参院選に、みんなの党公認で比例区から立候補したが落選。
2012年 12月、第46回衆議院議員総選挙に日本維新の会公認で京都6区から立候補。この選挙では山井が選挙区で当選し、自民党公認で出馬した税理士の安藤裕が比例復活で初当選。清水は得票数3位で落選。
2013年 12月、東国原英夫の議員辞職に伴い、比例近畿ブロックで繰り上げ当選した。
2014年、日本維新の会が分党した際は維新の党に参加。
同年10月より衆議院科学技術・イノベーション推進特別委員会委員長。
同年12月の第47回衆議院議員総選挙に維新の党公認で京都3区から立候補するも、自民党の宮崎謙介や民主党の泉健太らの争いに埋没し、候補者4人中4番目の得票数で落選。
2016年 1月5日、政界引退を表明。所属する維新の党には離党の意向を示した。
引退後は古巣である自民党の支援を行い、2020年7月7日には自民党が党役員会で清水の復党をめぐり党紀委員会で審査すると決定。
2020年 7月14日、復党。
2021年 6月22日、京都6区選出の自民党衆議院議員の安藤裕が自身の女性問題の疑惑を受け次期衆議院議員選挙への出馬を見送る事が報道された。
6月24日、安藤は京都6区支部長を辞職。党京都府連は後任の選定を会長の西田昌司に一任。7月2日、清水は京都府庁で記者会見し、京都6区から自民党公認で立候補する意向を表明した。
自民党の内規である73歳定年制もあり、小選挙区単独での出馬となったが、2021年10月31日の第49回衆議院議員総選挙では山井和則に敗れ落選。

## 政策
毎日新聞2010年参院選候補者アンケートでは「選択的夫婦別姓」に対し「反対」と回答した。

## 役職
2014年時点
- 医療法人清水会理事長
- 社会福祉法人弥勒会理事長代理
- 日本脳神経外科学会評議員
- 日本病院脳神経外科協会常任理事
- 日本臨床薬理学会評議員
- 京都府医師会代議員
- 日本病院会顧問
- 全日本病院協会特別顧問
- 日本医療法人協会特別顧問
- 京都私立病院協会会長
- 京都府病院協同組合監事
- 京都府更生保護協会理事長